# Bjørn Spiro
Bjørn Spiro, född 20 mars 1909 i Frederiksberg, död 1 juni 1999 i Helsinge kommun, var en dansk skådespelare.

## Rollista i urval
- 1914 – Det obekanta X
- 1932 – Sol, sommar och sjögastar
- 1945 – Den röda jorden
- 1946 – Op med lille Martha
- 1951 – Flyg med i det blå
- 1959 – Poeten og Lillemor
- 1959 – Vi är tokiga allihop
- 1960 – Förälskad i Köpenhamn
- 1961 – Stöten
- 1962 – Den kära familjen
- 1965 – Slå först Freddie!
- 1966 – Huka dej, Fred – dom laddar om!
- 1968 – Olsen-banden
- 1972 – Olsenbandets stora kupp